# Piet Noordijk
Piet Noordijk (né le 25 mai 1932 à Rotterdam et décédé le 8 octobre 2011 à Hellevoetsluis) est un saxophoniste néerlandais. 

## Biographie
Piet Noordijk est le fils de Jan Noordijk et d'Elisabeth Goedegebuure. Son frère Kees Noordijk jouait également de la clarinette et du saxophone. Après une brève formation auprès de son frère Kees, Piet fréquente le conservatoire de Rotterdam entre 1950 et 1954, et obtient son diplôme de fin d'études en clarinette (cum laude). Pendant ses études, il joue de la musique classique dans un orchestre de chambre dirigé par Piet Ketting, ainsi que dans le Royal Marine Band (pendant son service). Il apprend en autodidacte à jouer du saxophone soprano et du saxophone alto et devient un saxophoniste renommé. En 1965, Piet reçoit le prix Wessel Ilcken. Il joue avec divers orchestres et big bands, dont The Skymasters, The Ramblers et Malando. Entre 1978 et 1992, Piet est régulièrement saxophoniste alto au sein du Metropole Orchestra, où il remporte un Bird Award en 1987.
Au cours de sa longue carrière, Piet joue avec de nombreux grands noms du jazz, dont Misha Mengelberg, Pim Jacobs et Rita Reys, Han Bennink, Nina Simone, Dexter Gordon, Toots Thielemans et Wynton Marsalis.
En octobre 2008, le Blijvend Applaus Prijs est décerné à Piet pour l'ensemble de son œuvre. Le Blijvend Applaus Prijs est destiné aux artistes qui ne se produisent plus souvent, mais qui, selon le conseil d'administration de la Fondation Blijvend Applaus, ne doivent pas être oubliés. Le rapport du jury décrit Piet, entre autres, comme un musicien polyvalent, un gentleman, un chef d'orchestre chaleureux, un professeur dévoué, un ambassadeur du jazz, un virtuose du saxophone alto et un oiseau de jazz dans l'âme. Fin 2008, Piet reçoit le prix Edison de l'œuvre dans la catégorie jazz/world.
Il décède le 8 octobre 2011 à Hellevoetsluis, sa ville natale, des suites d'une maladie fulgurante. Peinture murale de la Jazz Route Rotterdam réalisée par Willem Kerssemeijer d'après un dessin de Dick Matena à la mémoire de Piet Noordijk. Piet fait partie du Mémorial des artistes de jazz de Rotterdam, avec une peinture murale sur le mur latéral du bâtiment situé à l'angle de la Oude Binnenweg et de la Mauritsstraat. 

## Discographie notable
- 1956 : Jazz Behind The Dikes 2 - Wessel Ilcken All Stars (CD Jazz Behind The Dikes, Philips)
- 1958 : Frans Poptie - Fiddling Around The World (LP, Fontana)
- 1958 : The Rhythme All Stars (EP, Columbia)
- 1959 : Frans Poptie And His Swing Specials (Fiddling Around The World No. 3) (EP, Fonatana)
- 1960 : The Rhythme All Stars 1960 - EP 3 Columbia SEGH 71
- 1961 : Shorty van Dam - Shorty van Dam and his Mad Five - CNR F254/255
- 1964 : The Stork Town Dixie Kids (M.M.P)
- 1965 : The Stork Town Dixie Kids (Polydor)
- 2000 : New Quintet (CD, Munich Records)
- 2003 : Metropole Orkest, conduite par Rob Pronk (compilation)
- 2022 : Eric Ineke - 75 Swinging, Boppin' and Burnin' (Solid Records)